# 1908년 하계 올림픽 피겨스케이팅

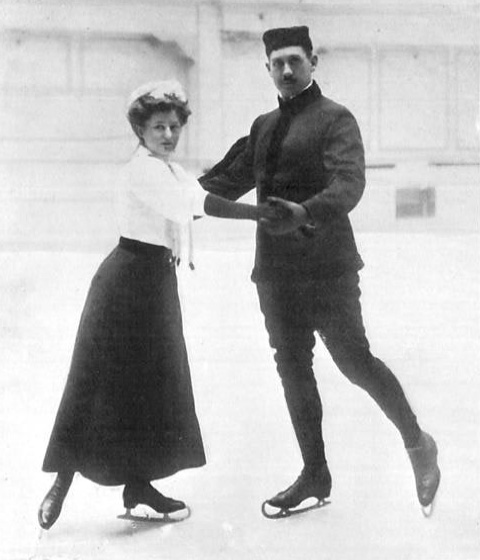
혼성 페어 종목 우승을 차지한 독일의 안나 휘블러와 하인리히 부르거

1908년 하계 올림픽 피겨스케이팅 경기는 1908년 10월 28일부터 10월 29일까지 영국 런던의 프린스 스케이팅 클럽에서 열렸다.
피겨스케이팅이 이 대회에서 올림픽 정식 종목으로 처음 채택되었으며, 동계 종목이라는 특성상 첫 종목이 치러진 지 6개월 뒤에 경기가 진행되었다. 참가자 수가 몹시 적었으며 2개 종목은 출전한 선수가 3명이었기에 참가자 전원이 메달을 획득하는 결과로 이어졌다.
이번 대회로 처음 올림픽 종목에 포함된 피겨스케이팅은 1920년 하계 올림픽에서도 한차례 더 치러졌으며 이후 1924년 초대 동계 올림픽의 정식 종목으로 지정되었다.

## 참가국
6개 국가, 21명의 선수가 이 대회에 출전했다.
- 아르헨티나 (1)
- 독일 (3)
- 영국 (11)
- 러시아 제국 (1)
- 스웨덴 (4)
- 미국 (1)

## 메달리스트
| 종목                    | 금                                   | 은                               | 동                                     |
| ----------------------- | ------------------------------------ | -------------------------------- | -------------------------------------- |
| 남자 싱글 자세히        | 울리크 살쇼브 · 스웨덴               | 리차르드 요한손 · 스웨덴         | 페르 토렌 · 스웨덴                     |
| 남자 스페셜 피겨 자세히 | 니콜라이 파닌 · 러시아 제국          | 아서 쿠밍 · 영국                 | 조프레이 홀 · 영국                     |
| 여자 싱글 자세히        | 매지 사이어스 · 영국                 | 엘사 렌드슈미트 · 독일           | 도로시 그린하우프 · 영국               |
| 페어 자세히             | 안나 휘블러 · 하인리히 부르거 · 독일 | 필리스 존슨 · 제임스 존슨 · 영국 | 매지 사이어스 · 에드거 사이어스 · 영국 |

## 메달 집계
| 순위 | 국가        | 금메달 | 은메달 | 동메달 | 합계 |
| ---- | ----------- | ------ | ------ | ------ | ---- |
| 1    | 영국        | 1      | 2      | 3      | 6    |
| 2    | 스웨덴      | 1      | 1      | 1      | 3    |
| 3    | 독일        | 1      | 1      | 0      | 2    |
| 4    | 러시아 제국 | 1      | 0      | 0      | 1    |
| 합계 | 합계        | 4      | 4      | 4      | 12   |